# Berdjuschski rajon
Der Rajon Berdjuschje (russisch Бердюжский район) ist ein Rajon in der Oblast Tjumen in Russland.

## Geographie
Der Rajon liegt im Süden der Oblast Tjumen.

### Nachbarrajone
Der Rajon grenzt im Norden an die Rajone Golyschmanowo und Ischim, im Osten an den Rajon Kasanskoje in der Oblast Tjumen; im Süden an den Audany Qysylschar im Gebiet Nordkasachstan; im Süden und Südwesten an die Rajone Petuchowo und Tschastooserje in der Oblast Kurgan und im Westen an den Rajon Armisonskoje in der Oblast Tjumen. Verwaltungszentrum des Rajons ist das Dorf Berdjuschje.

## Administrative Gliederung
| Dorfsowjets 1. Berdjuschski Selsowjet 2. Istoschinski Selsowjet 3. Melechinski Selsowjet 4. Okunewski Selsowjet (Rajon Berduschje) 5. Peganowski Selsowjet 6. Polosaoserski Selsowjet 7. Rjamowski Selsowjet 8. Saroslowski Selsowjet 9. Uktuski Selsowjet | Administratives Zentrum 1. Berdjuschje |